# Pritha pallida
Pritha pallida is een spinnensoort in de taxonomische indeling van de spleetwevers (Filistatidae).
Het dier behoort tot het geslacht Pritha. De wetenschappelijke naam van de soort werd voor het eerst geldig gepubliceerd in 1897 door Wladislaus Kulczynski.